# روبوت وفرانك (فلم 2012)
روبوت وفرانك' (بالإنجليزية: Robot & Frank) فيلم أمريكي إصدار عام 2012 م. الفيلم من بطولة Peter Sarsgaard وFrank Langella ومن إخراج Jake Schreier.

## القصة
قصة الفيلم تحدث في المستقبل عن رجل وهو لص سابق يتلقي هدية من ابنه وهي روبوت ليعتنيي به، إلا أنه يشكل فريق سرقة مع الروبوت.

## فريق العمل
- Peter Sarsgaard بدور روبوت
- Frank Langella بدور فرانك
- Susan Sarandon بدور جينيفر
- James Marsden بدور هانتر

## روابط خارجية
- مقالات تستعمل روابط فنية بلا صلة مع ويكي بيانات